# Xie Shiguang
James Xie Shiguang (chinesisch 謝士光, Pinyin Xiè Shìguāng; * 7. Mai 1917 in Baoding; † 25. August 2005) war der katholische Bischof von Mindong in China. Er verbrachte 28 Jahre wegen seines Glaubens in chinesischen Gefängnissen.

## Leben
James Xie Shiguang empfing 1949 die Priesterweihe. Er war als Bischof von Mindong in der Provinz Fujian ein Vertreter der so genannten katholischen Untergrundkirche in China. In China wird die katholische Kirche staatlich reglementiert; die Anerkennung der römisch-katholischen Kirche unter päpstlicher Autorität ist untersagt. 1951 wurden auf staatliche Anordnung die Beziehungen zum Vatikan abgebrochen.
Bischof James Xie Shiguang wurde erstmals 1955 inhaftiert und zu einem Jahr Gefängnis verurteilt. Grund war seine Weigerung, der staatlichen Kirche beizutreten sowie sein Gehorsam und Treue gegenüber dem römischen Papst. In Freiheit betätigte er sich weiter als Priester und Bischof und wurde erneut 1958 verhaftet und bis 1980 inhaftiert. Die Bischofsweihe spendete ihm am 25. Januar 1984 Li Xinzheng. Die staatlichen chinesischen Drangsalierungen fanden weiter statt mit Verhaftungen 1984 bis 1987 und 1990 bis 1992. Nach seiner Freilassung 1992 bis zu seinem Tode stand Bischof Xie Shiguang unter ständiger Polizeibeobachtung. 1999 wurde in seiner Diözese 13 Kirchen zerstört, um die Ausbreitung der katholischen Kirche und insbesondere Bischof Xie Shiguang in ihre Schranken zu weisen. Die Diözese von Monsignore Xie ist 2005 auf ca. 75.000 Mitglieder angewachsen.
Bischof James Xie Shiguang starb mit 88 Jahren an Leukämie, nur zwei Wochen nach dem Tod des ebenfalls romtreuen Erzbischofs der Diözese von Yanzhou im Osten Chinas Thomas Zhao Fengwu (85). Zehntausend Gläubige waren bei seiner Beisetzung am 27. August 2005 zugegen, obwohl die staatlichen chinesischen Ordnungskräfte versucht hatten, eine öffentliche Teilnahme an der Beisetzungszeremonie zu verhindern. Zudem war eine Berichterstattung im Internet unter Strafe gestellt worden.